# Ardisia pleurobotrya
Ardisia pleurobotrya är en viveväxtart som beskrevs av John Donnell Smith. Ardisia pleurobotrya ingår i släktet Ardisia och familjen viveväxter. Inga underarter finns listade i Catalogue of Life.

## Bildgalleri

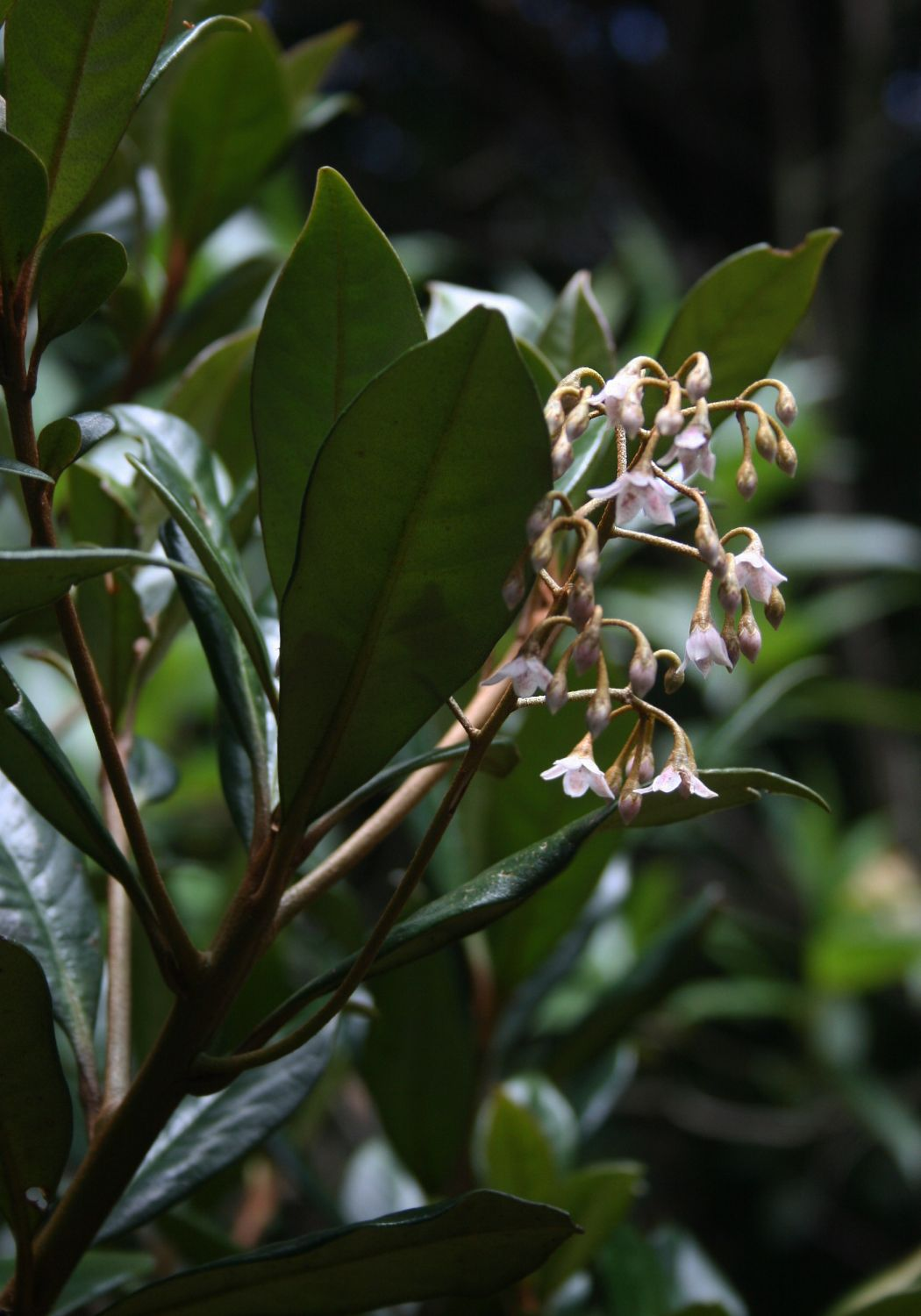
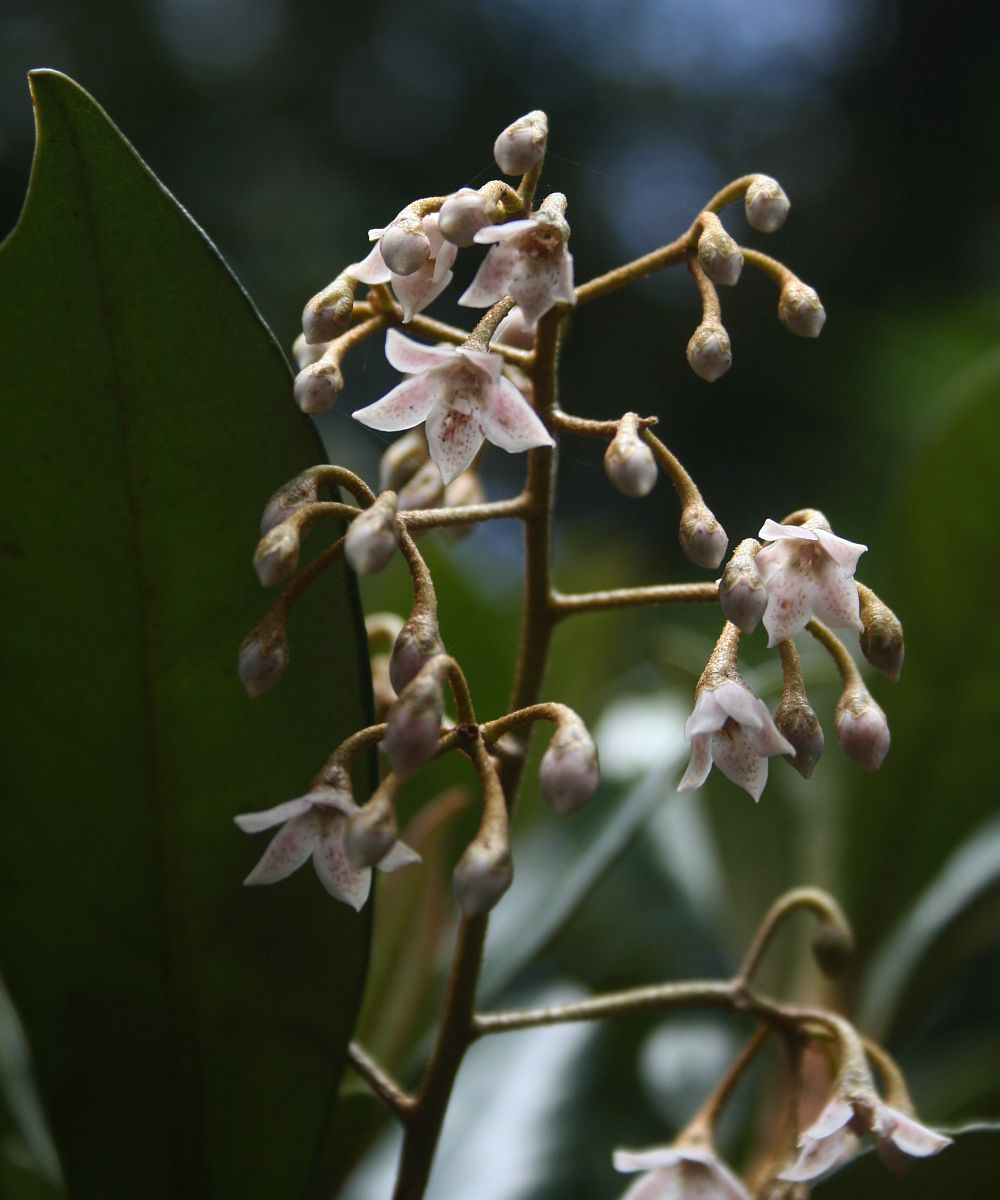